# Ortega (Band)
Ortega ist eine 2007 gegründete Post-Metal-Band.

## Geschichte
Ortega wurde 2007 von Richard Postma, Frank de Boer, Alex Loots und Sven Jurgens im niederländischen Groningen gegründet.
Postma initiierte die Gründung nach der Auflösung eines vorausgegangenen Hardcore-Punk-Bandprojektes. Gemeinsam mit de Boer und Loots probte er erste Melodien und Riffs, woraufhin Loots Jurgens als Schlagzeuger vorschlug. Beide spielten zuvor gemeinsam in einem weiteren unbekannten Bandprojekt. Der Name Ortega ist der Figur des Kapitän Ortega der Kinderserie Die Schnorchels entlehnt.
In dieser Besetzung trat die Gruppe bald auf und bestritt regionale Konzerte. Nach einer Demoveröffentlichung folgte im Januar 2009 die Aufnahme des 2010 erschienenen Debüts 1634. Das Album wurde mit John Bart van der Wal von Aborted als Produzent, Tontechniker und Gastmusiker in dessen Studio It Badhus in Zwaagwesteinde aufgenommen. Es wurde 2010 im Selbstverlag in einer Auflage von 100 Exemplaren herausgegeben und 2012 durch Aesthetic Death Records als CD und durch Tore Recordings als MC neu verlegt. 1634 wurde von Rezensenten überwiegend positiv aufgenommen. Dennoch traten vereinzelt kritische Stimmen auf. Während das Album auf Terrorverlag.com als „Doom-Meisterstück“ gelobt wurde, wurden ihm auf Metal.de zwar „gute Ansätze“ attestiert „in seiner Gesamtheit“ sei das Album „aber noch zu unausgegoren.“ Für die folgenden Aufnahmen behielt Ortega die Kooperation mit van der Wal als Produzent, Tontechniker und Gastmusiker bei.
Die EP A Flame Never Rises on Its Own erschien 2012 und wurde von Badger Records als LP sowie über das von Postma gegründete Label Tartarus Records als MC verlegt. Im gleichen Jahr erschien mit The Serpent Stirs eine weitere EP, welche ebenfalls über unterschiedliche Firmen verlegt wurde. Für die Veröffentlichung von MCs behielt die Gruppe Tartarus Records als Label bei. Eine Vinylversion erschien hingegen über Narshardaa Records. Im Jahr 2013 erschien The Serpent Stirs als Teil der Split-MC Serpents & Thrones mit Of Spire and Throne die ebenfalls via Tartarus Records herausgegeben wurde. Die EPs wurden erneut positiv rezipiert. A Flame Never Rises on Its Own wurde als gute Veröffentlichung im Genre sowie als Geheimtipp beurteilt. Der EP The Serpent Stirs wurde im Ox-Fanzine „musikalische Klasse“ nachgesagt. Indes bestritt die Gruppe das Jahr 2012 mit Festivalauftritten auf dem Incubate Festival in Tilburg und dem Cry Me A Badger Festival in Utrecht sowie Konzertreisen in den Niederlanden.
Im Jahr 2014 folgte die Veröffentlichung der nur als MC und Download erhältlichen Demo-EP Crows. Die nur ein 19-minütiges Stück enthaltende EP wurde positiv aufgenommen, aber im Vergleich zu den Vorgängern eher als Werkstück in Vorbereitung auf ein erwartetes Album bewertet. Das erwartete Album Sacred States erschien 2016 über ConSouling Sounds als CD, über Narshardaa Records als LP und über Tartarus Records als MC. Als Gäste traten neben van der Wal, Gnaw Their Tongues sowie Ethan Lee McCarthy von Primitive Man in Erscheinung. Sacred States wurde weitreichend rezipiert und als Weiterentwicklung des von der Gruppe bekannten Klangs meist positiv besprochen. In negativen Kritiken wurde das von James Plotkin von O.L.D. gemasterte Album als genrespezifisch positiv, allgemein jedoch als eher uninteressant bewertet. Im Jahr 2017 trat Ortega unter anderem beim Unholy Passion Fest in Köln und beim Roadburn Festival in Tilburg auf. 

## Stil
Die Musik von Ortega wird als Post-Metal in der Tradition von Amenra, Neurosis, Isis und Cult of Luna besprochen. Insbesondere Neurosis wird mehrfach als vergleichbare Referenz benannt. Dabei wird der Gruppe ein besonders psychedelischer und warmer Klang nachgesagt. So wird die Musik der EP The Serpent Stirs im Ox-Fanzine gar als Melange aus Ansätzen von Gruppen des Stoner Dooms und des Post-Metals besprochen. „NEUROSIS treffen auf SONS OF OTIS, ISIS treffen auf HORN OF THE RHINO“.
Die Atmosphäre der Musik baut sich meist über mehrere Stücke hinweg auf. „Noch ruhig und verhalten am Anfang, so werden schon ab dem zweiten Song die Strömungen immer finsterer, hinterhältiger und gemeiner.“ Das Riffing wird als doomig umschrieben, der gutturale Gesang aus Growling und Brüllen beschwöre derweil anhaltend ein Gefühl der Verzweiflung herauf. Dabei variiere Ortega genretypisch die Dynamik der Musik. Neben „harschen Harmonien“ seien ruhige Passagen anzutreffen „in denen teilweise eine Violine die Melodien übernimmt.“ Die Geige gilt dabei als „wiederkehrendes Element im Sound“.
Ruhigere Passagen werden nicht allein durch unverzerrte Gitarren- und Geigenklänge dominiert, sondern ebenfalls mittels atmosphärischer Samples, unter anderem dem Klang von Meeresrauschen und Donnergrollen auf 1634. Spätere Veröffentlichungen weisen hinzukommend Noise-Passagen auf. Das Riffing gilt als druckvoll, der Gesang als energisch, jedoch gepresst. Das Schlagzeug wird hingegen als „dünn und steril“, sowie als charakteristisch schwächelnd benannt.

## Diskografie
- 2009: Demo (Demo, Selbstverlag)
- 2010: 1634 (Album, Aesthetic Death Records / Tore Recordings)
- 2012: A Flame Never Rises on Its Own (EP, Badger Records / Tartarus Records)
- 2012: The Serpent Stirs (EP, Narshardaa Records / Tartarus Records)
- 2013: Serpents and Thrones (MC-Split-EP mit Of Spire & Throne, Tartarus Records)
- 2014: Crows (MC-EP, Tartarus Records)
- 2016: Sacred States (Album, ConSouling Sounds / Narshardaa Records / Tartarus Records)